# Hephaestion fuscescens
Hephaestion fuscescens là một loài bọ cánh cứng trong họ Cerambycidae.